# NOTHingness REcords
NOTHingness REcords war ein im Jahr 2003 gegründete und bis 2007 aktives belgisches Independent-Label.

## Geschichte und Ausrichtung
Der Musikers Miguel Boriau, der selbst Projekte wie Simulacra unterhielt, gründete und betrieb NOTHingness REcords. Das Label war, eigenen Angaben folgend, auf den Vertrieb wenig populärer Interpreten zu günstigen Konditionen mit professionellem Auftritt spezialisiert. Dabei veröffentlichte Boriau eigene Projekte wie Mannus und Beyond Infinity ebenso wie Interpreten des Drone Doom, Funeral Doom wie Nadja, Torture Wheel, Grívf. Vornehmlich widmete sich das Label dabei dem Post-Industrial mit einem Schwerpunkt auf Dark Ambient mit Interpreten wie Descent into the Void, .Hroptr., The No-Tone Project oder TenHornedBeast.
Mit The Wholeness of Nothingness von Nether, einem diverser Ambient- und Drone-Projekte des Musikers Scott A. Shellhamer (American Heritage, Ghosts and Vodka, Lord Mantis) begann unter der Katalognummer NOTH0000 das Label 2003 mit der Veröffentlichung von Musik. Die Zusammenarbeit mit Shellhamer führte Boriau fort und veröffentlichte weitere seiner Projekte wie :36: und Profound as a Thousand Nights. Eine ähnliche Mehrfachkooperation fand durch NOTHingness REcords mit The No-Tone Project, hinter dem die gleiche Person wie hinter Descent into the Void steht statt.
Im Jahr 2007 legte Boriau mit NOTHRE eine gesonderte Katalognummernfolge für Wiederveröffentlichungen fest. Der Labelbetrieb wurde trotz dieses Schrittes 2007 weitestgehend beendet. Im Jahr 2008 erschien das Sinistra-Album Totenlaut ohne Katalognummer als letzte Veröffentlichung des Labels. Angaben zum Ende des Wirkens mit NOTHingness REcords machte Boriau keine. Als letzte Veröffentlichungen erschienen von Grívf das Album Sortenlund Mit der Katalognummer NOTH0026 und von Ashtorath Darkstorm Entwined unter der Katalognummer NOTHRE0003.

## Katalog
| Interpret                                | Titel                            | Format      | Jahr        | Katalognummer |
| ---------------------------------------- | -------------------------------- | ----------- | ----------- | ------------- |
| Sinistra                                 | Totenlaut                        | Album       | -           | 2008          |
| Grívf                                    | Sortenlund                       | Album       | NOTH0026    | 2007          |
| :36:                                     | Sad Brown Earth                  | Album       | NOTH0025    | 2007          |
| Taphephobia                              | House of Memories                | Album       | NOTH0024    | 2007          |
| Descent into the Void                    | Descent into the Void            | Album       | NOTH0023    | 2007          |
| Temperature Within/Love Power Experiment | Through Fire                     | Split-Album | NOTH0022    | 2007          |
| Mørkheim                                 | Danske Hymner Til Mørket         | Album       | NOTH0021    | 2007          |
| .Hroptr.                                 | Silent Depravation               | Album       | NOTH0020    | 2005          |
| Nadja/Methadrone                         | Absorption                       | Split-Album | NOTH0019    | 2005          |
| TenHornedBeast                           | Woe to You, O Earth and Sea      | Album       | NOTH0018    | 2005          |
| Malasangre                               | Inversus                         | Album       | NOTH0017    | 2005          |
| Insomnia                                 | A New Dawn                       | Album       | NOTH0016    | 2005          |
| Nadja                                    | Bodycage                         | Album       | NOTH0015    | 2005          |
| Methadrone                               | Retrogression                    | Album       | NOTH0014    | 2005          |
| Nattefrost                               | Vejen Til Asgård                 | EP          | NOTH0013    | 2004          |
| Torture Wheel/Moss                       | Thee Bridge Ov Madness           | Split-Album | NOTH0012    | 2004          |
| Profound as a Thousand Nights            | Abysmal                          | Album       | NOTH0011    | 2004          |
| The No-Tone Project                      | NightTime                        | Album       | NOTH0010    | 2004          |
| The Victim’s Shudder                     | In Lasting Joy, Of Slowly Dying  | Album       | NOTH0009    | 2004          |
| Methadrone                               | Erroneous Enlightenment          | Album       | NOTH0008    | 2004          |
| Beyond Infinity                          | Lost Between Dreams and Memories | Album       | NOTH0007    | 2004          |
| Nattefrost                               | De Som Sejrede…                  | Album       | NOTH0006    | 2004          |
| Mannus                                   | On a Lonely Rainy Day            | EP          | NOTH0005    | 2004          |
| Funerary Dirge                           | Prologue - Memoria Aeterna       | Album       | NOTH0004    | 2004          |
| Insomnia                                 | At Night                         | Album       | NOTH0003    | 2003          |
| Profound as a Thousand Nights            | Profound as a Thousand Nights    | Album       | NOTH0002    | 2003          |
| Nadja                                    | Skin Turns to Glass              | Album       | NOTH0001    | 2003          |
| Nether                                   | The Wholeness of Nothingness     | Album       | NOTH0000    | 2003          |
| Ashtorath                                | Darkstorm Entwined               | Album       | NOTHRE-0003 | 2007          |
| Tenhornedbeast                           | Woe to You, O Earth and Sea      | Album       | NOTHRE-0002 | 2007          |
| Nadja                                    | Bodycage                         | Album       | NOTHRE-0001 | 2007          |